# Experimental Aircraft Association
EAA är ursprungligen akronymen för Experimental Aircraft Association, en ideell organisation för amatörbyggnad av lätta luftfartyg och som verkar i USA. Organisationen bildades 1953. De allra flesta luftfartyg som byggs är flygplan, men även andra typer av luftfartyg byggs i begränsad omfattning, till exempel autogiror och helikoptrar.

## Sverige
En svensk underavdelning till Experimental Aircraft Association, EAA Chapter 222 Sweden, bildades 1964,, vilken fram till 2007 hade förbindelse med moderorganisationen och avtal med svenska Transportstyrelsens föregångare Luftfartsinspektionen och Luftfartsstyrelsen för amatörbyggnad i Sverige. Under 2007 delades föreningen av organisatoriska skäl upp i två delar: EAA Chapter 222 Sweden och EAA Sverige, men har i huvudsak samma ledning.

### EAA Chapter 222 Sweden
EAA Chapter 222 Sweden är ansluten till Experimental Aircraft Association i USA och har inte avtal med Transportstyrelsen. Organisationen följer upp vad som händer inom området i USA och kan även påverka.

### EAA Sverige
EAA Sverige, där EAA är en del av namnet och inte en förkortning, är helt fristående från Experimental Aircraft Association. EAA Sverige är ansvarig för amatörbyggnadsverksamheten i Sverige genom avtal med Transportstyrelsen. För varje bygge utser EAA Sverige en teknisk granskare och en kontrollant.
De svenska bestämmelserna för amatörbyggnad av luftfartyg är publicerade i Transportstyrelsens författningssamling som BCL-M5.2. Ett amatörbyggt luftfartyg får ha högst 4 sittplatser och högsta tillåtna flygvikt (flygmassa) är 1500 kg.
Amatörbyggda luftfartyg klassas i Experimentklass, tillsammans med bland andra civila provflygplan. Fabriksbyggda, certifierade luftfartyg klassas däremot normalt i Normalklass. En experimentklassning kan i motsats till normalklassning innebära en viss begränsning när det gäller flygning internationellt, men inom Europa är detta ett mindre problem.
Även andra luftfartyg, framför allt äldre och udda fabriksbyggda typer av enkel konstruktion, kan få underhållas enligt reglerna för amatörbyggda luftfartyg under överinseende av EAA Sverige och experimentklassas, vilket innebär att ägaren själv tillåts göra visst underhåll, som för normalklassade luftfartyg måste göras av licensierad flygtekniker. Förutom att det upplevs berikande att få underhålla sitt eget luftfartyg som hobby innebär detta ofta en inte obetydlig kostnadsbesparing. Hobbyaspekten och att kunna få flyga till rimligt låga kostnader är själva grunden för EAA:s existens.
EAA Sverige hade i slutet av år 2008 drygt 1.700 medlemmar. Omkring 350 amatörbyggda luftfartyg var luftvärdiga med gällande flygtillstånd eller flygutprovningstillstånd. För cirka 300 byggen fanns gällande byggnadstillstånd.